# Ферс, Роджер
Роджер Ферс (англ. Roger Kemble Furse; 11 сентября 1903, Кент — 19 августа 1972, Керкира) — британский художник по костюмам

 и художник-постановщик, работавший в театре и кино.

## Биография
Закончил Итонский колледж и Slade School of Fine Art — художественное училище Университетского колледжа Лондона. Работал в театрах в начале 1930-х. Во время Второй мировой войны служил на флоте, но получил временное освобождение от службы, чтобы сделать дизайн костюмов и оружия для фильма «Генрих V» Лоренса Оливье. С 1945 работал с Лоренсом Оливье в театре Олд Вик и в кинематографе. Это позволило Ферсу получить в 1949 году два «Оскара» (как художник-постановщик и как дизайнер костюмов) за фильм «Гамлет» (1948).
Среди других работ Роджера Ферса: «Выбывший из игры» (1947), «Айвенго» (1952), «Рыцари Круглого стола» (1953), «Елена Троянская» (1956), «Святая Иоанна» (1957).
Первой женой Роджера Ферса была Маргарет Ферс, обладательница «Оскара» за лучший дизайн костюмов 1969 года и премии BAFTA за лучший дизайн костюмов в 1964 г. Его второй женой была Инес Сильвия Перг. Детей в этих браках не было.

## Фильмография

### Художник-постановщик
- Дорога в Гонконг / The Road to Hong Kong (1962)
- Римская весна миссис Стоун / The Roman Spring of Mrs. Stone (1961)
- Спартак / Spartacus (1960)
- Здравствуй, грусть! / Bonjour Tristesse (1958)
- Принц и танцовщица / The Prince and the Showgirl (1957)
- Автобусная остановка / Bus Stop (1956)
- Святая Иоанна / Saint Joan (1957)
- Ричард III / Richard III (1955)

### Художник по костюмам
- Елена Троянская / Helen of Troy (1956)
- Ричард III / Richard III (1955)
- Рыцари Круглого стола / Knights of the Round Table (1953)
- Айвенго / Ivanhoe (1952)
- Под знаком Козерога / Under Capricorn (1949)
- Генрих V / Henry V (1944)